# Храмовый комплекс с. Погост
Храмовый комплекс с. Погост расположено в с. Погост Касимовского района Рязанской области, в 6 км от рабочего поселка Гусь-Железный.

## Храмовый комплекс
Жемчужиной села Погост является храмовый комплекс, в который входят два белокаменных храма: зимний — в честь Преображения Господня 1794 года постройки (с приделами в честь Казанской иконы Божией Матери и святого пророка Илии), и летний — в память святителя Николая, епископа Мир Ликийских.
Неподалеку от храмов в конце XVII века была возведена краснокирпичная часовня.
Преображенский храм являет в себе уникальное сочетание классического убранства с композицией нарышкинского барокко. Храм удивительно пропорционален: два восьмерика на четверике не устремляются с силой вверх, а как бы парят в пространстве, не взлетая и не принижаясь. Колокольня Преображенского храма построена в 1829 года в стиле классицизма, со сложенным рисунком колонн, арок и постаментов. Колокольня украшена 14 статуями пророков и
преподобных. Бытует мнение, что колокольня была построена по проекту архитектора Растрелли.
Никольский храм построен в 1771 г. Его кубическая форма пряма и строга, он украшен лишь колонными порталами и тремя ярусами окон. Этот храм своей
монументальностью служит как бы полемичным фоном к более нарядному Преображенскому храму.

## Современное состояние
После революции храмы разграбили и закрыли, иконы сожгли на фабрике, священников убили. В Преображенском храме устроили сельскохозяйственный склад, кладбище разорили.
В 1989 г. храмы вновь были возвращены Русской Православной Церкви. Настоятелем прихода был назначен священник Николай Швачка, который служит по сей день. Первым был заново освящен Никольский храм. Из прежнего богатого убранства храмов остались только деревянная скульптура воскресшего Христа и две богородичные иконы, почитающиеся сейчас как главные деревенские святыни: Иверская и Иерусалимская — освященная на горе Елеон.
В 2000 г. был освящен Преображенский храм. Во время расчистки печей под полом были найдены кости неизвестных мучеников (останки погребены на территории бывшего церковного кладбища).
Обе церкви села Погост находятся под охраной государства как объекты культурного наследия России, памятники архитектуры федерального значения:
- Церковь Святителя Николая

 Объект культурного наследия народов РФ федерального значения. Рег. № 621610425180006 (ЕГРОКН). Объект № 6210068001 (БД Викигида)
- Церковь Преображения Господня

 Объект культурного наследия народов РФ федерального значения. Рег. № 621610450850006 (ЕГРОКН). Объект № 6210068002 (БД Викигида)

## Галерея

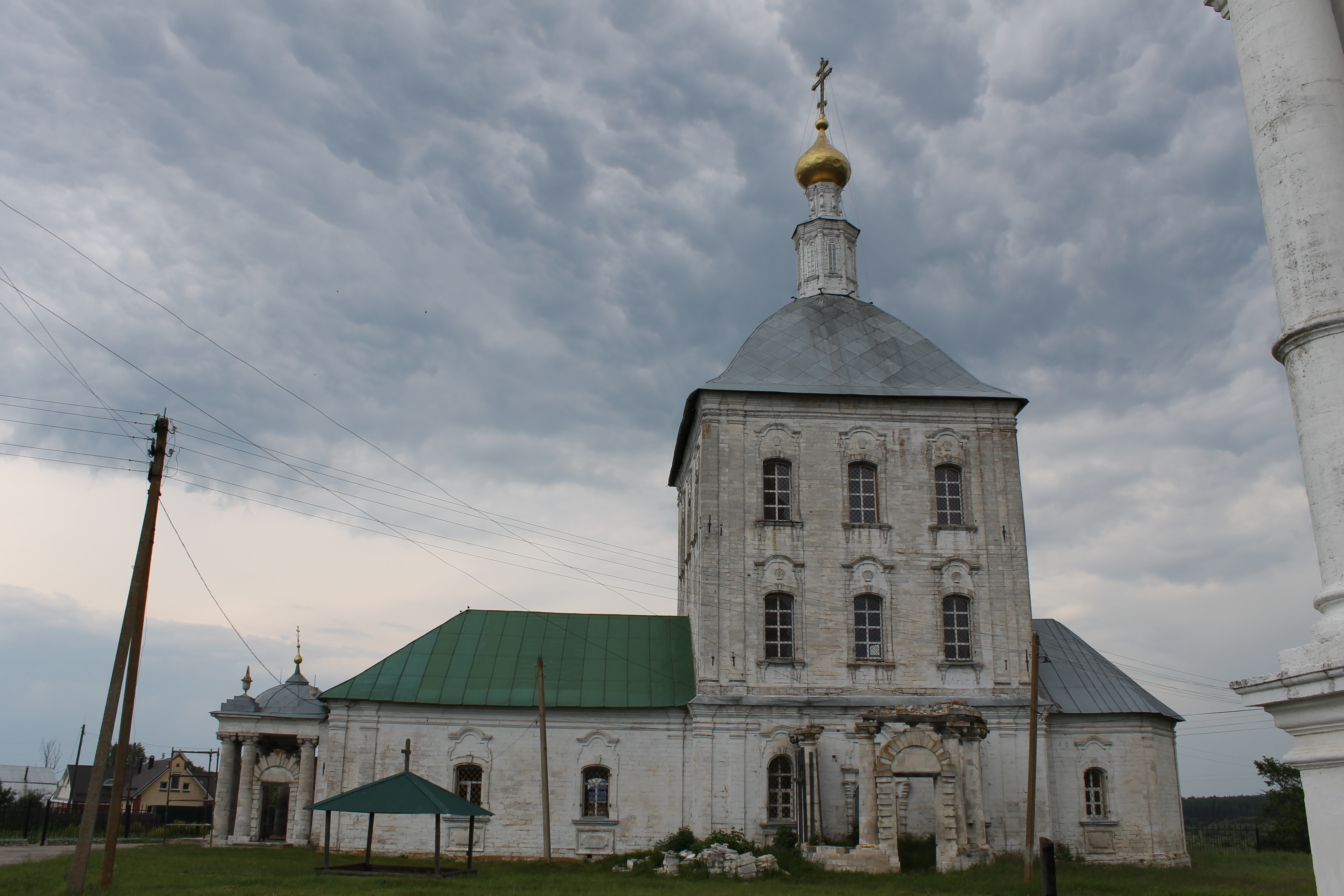
Никольская церковь
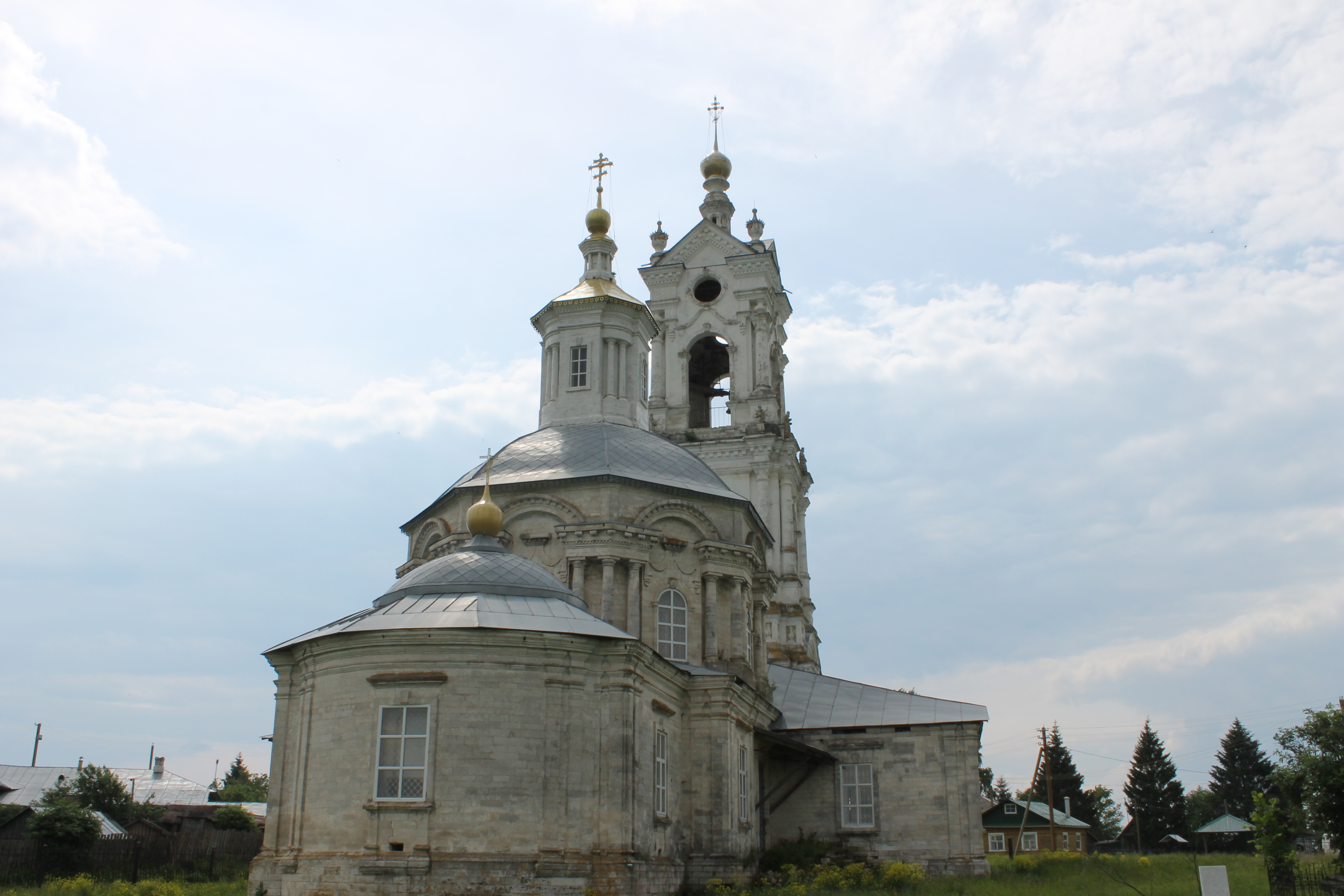
Преображенская церковь. Вид с алтарной стороны
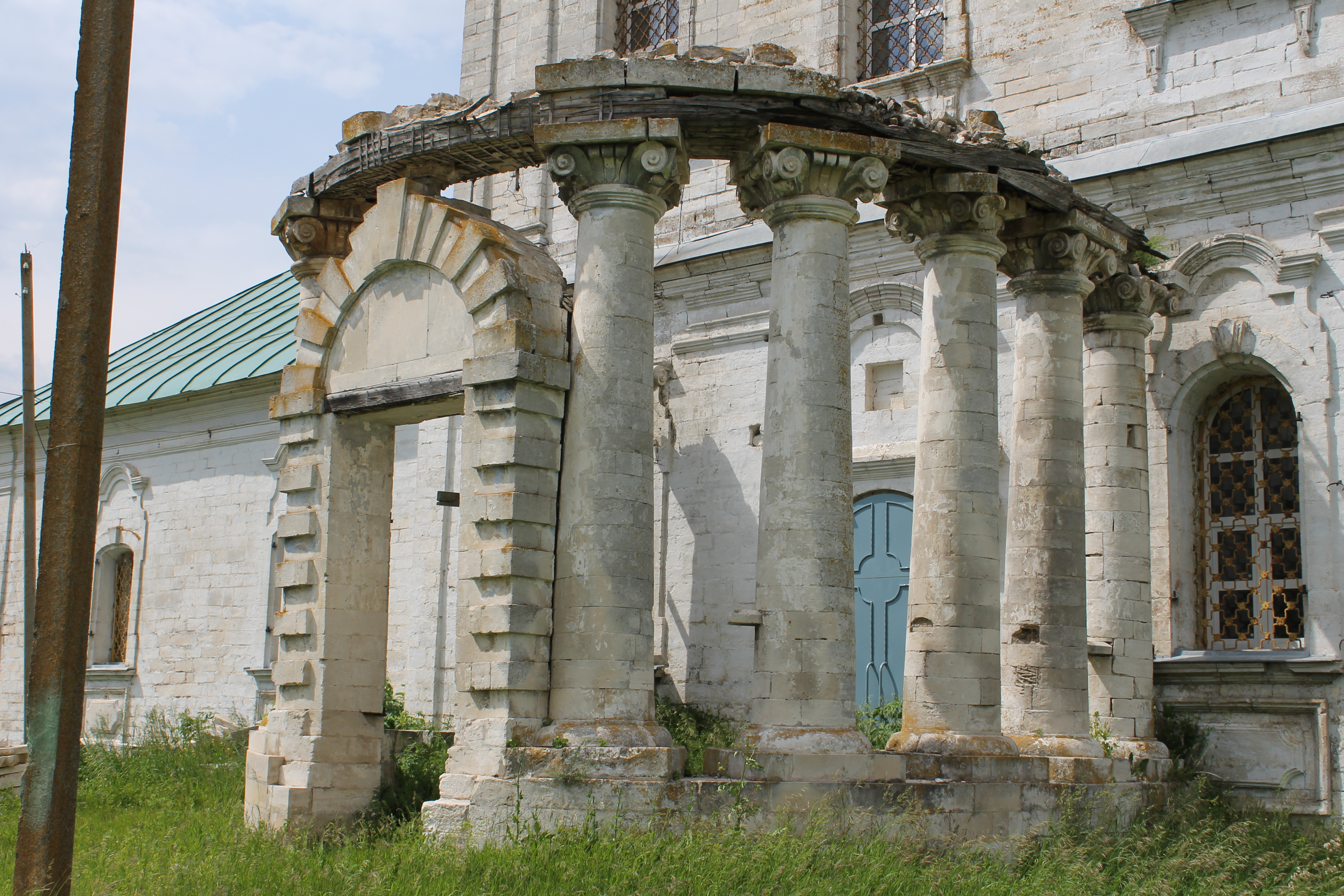
Колоннада Никольской церкви
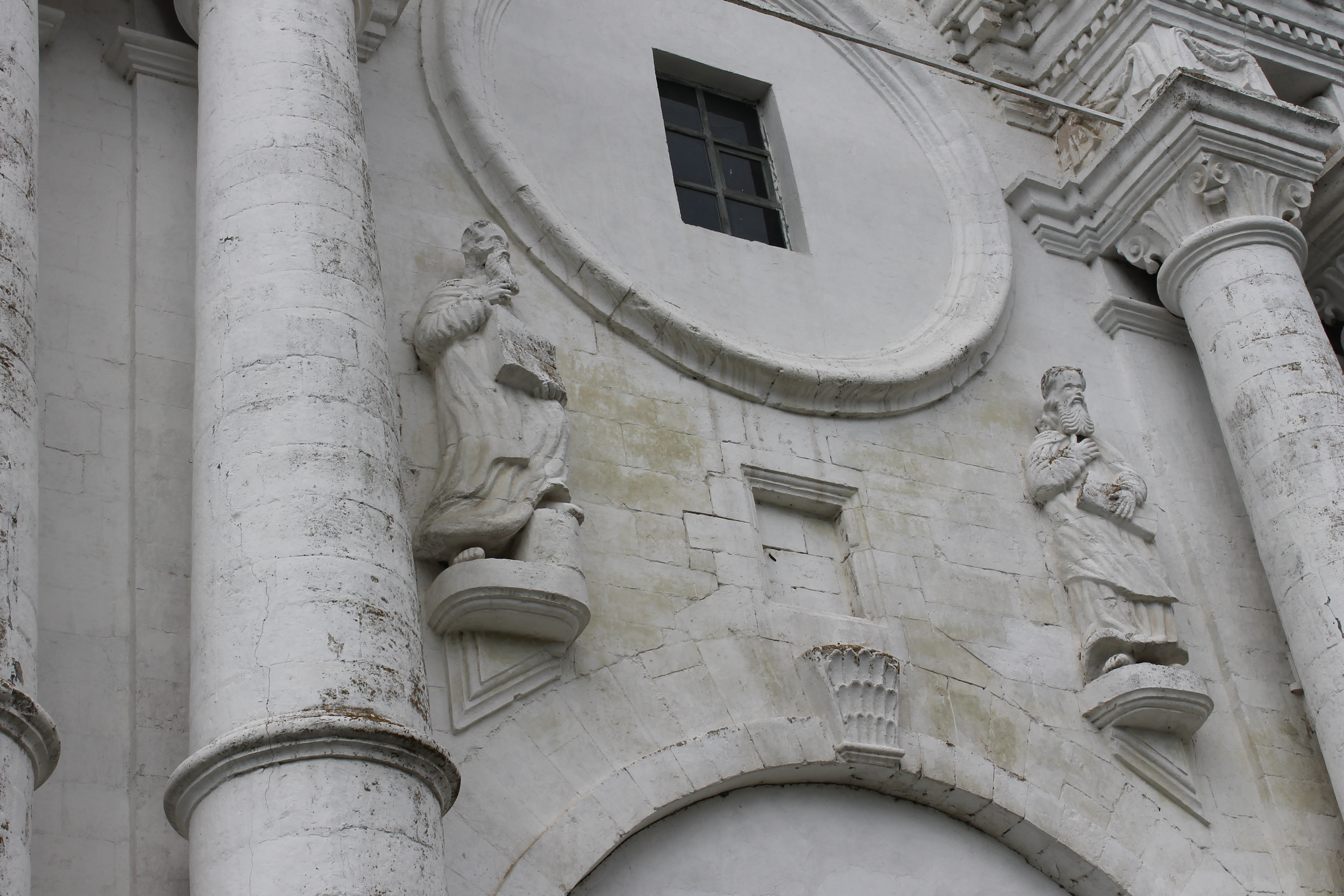
Колокольня. Детали
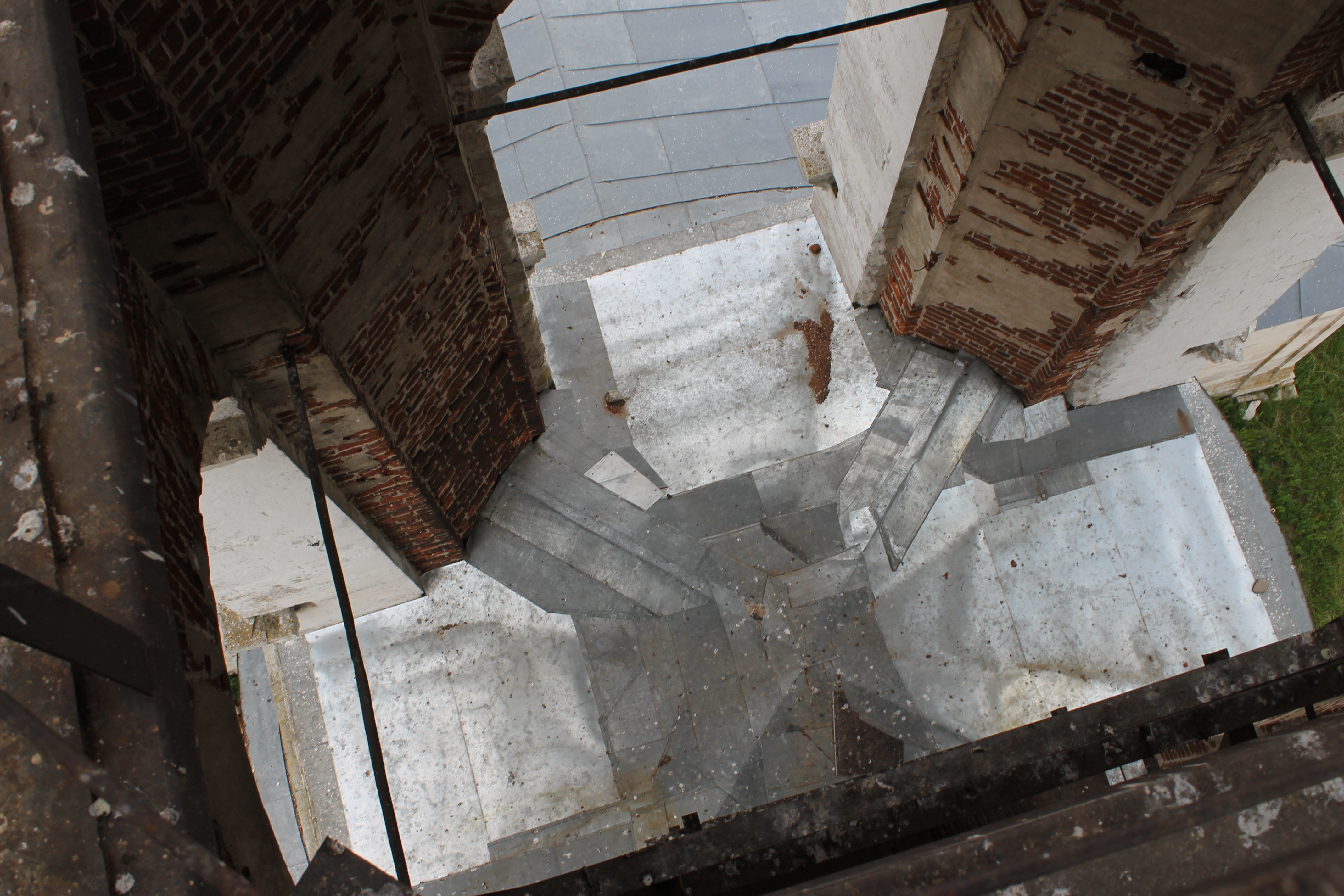
Интерьер колокольни
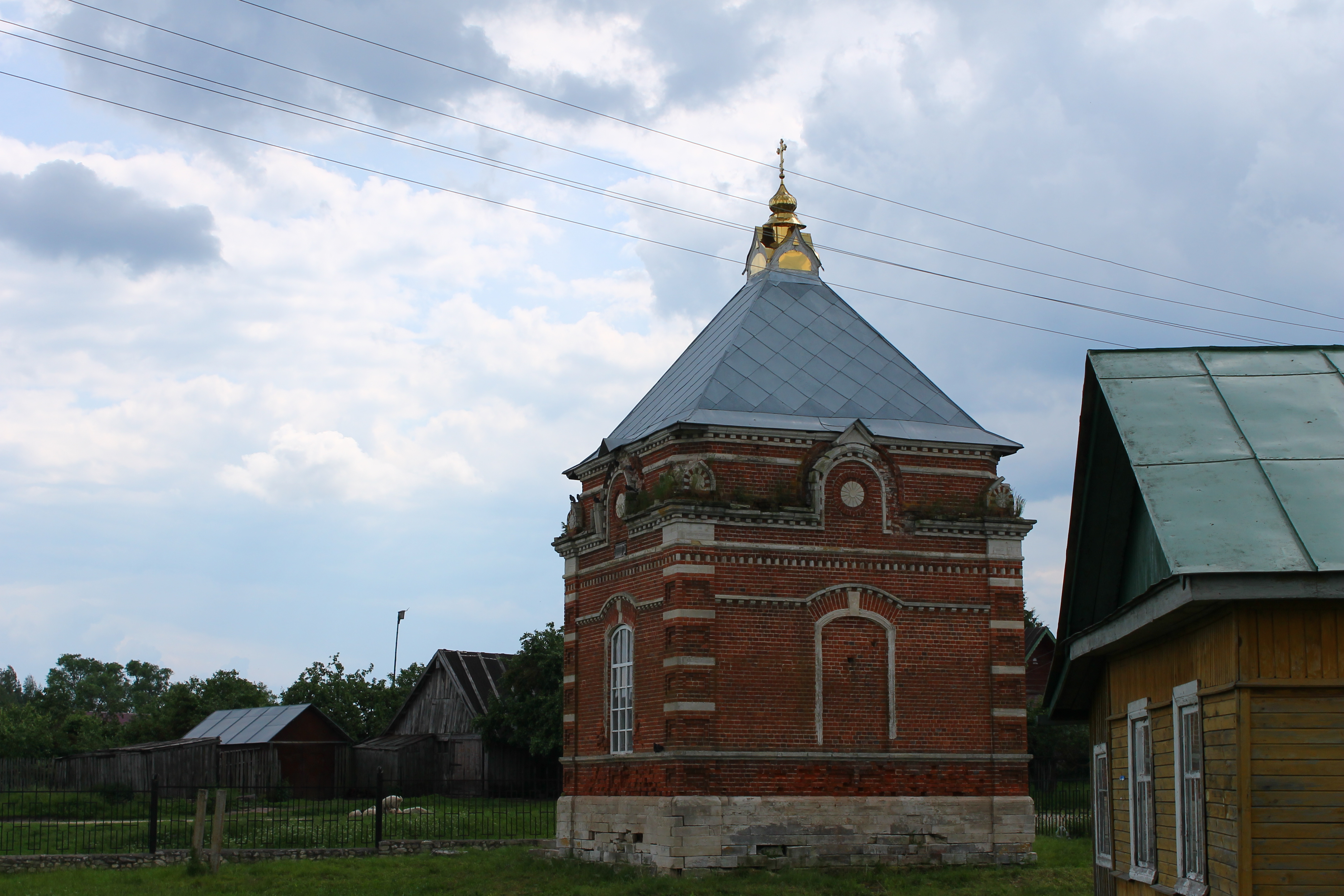
Часовня
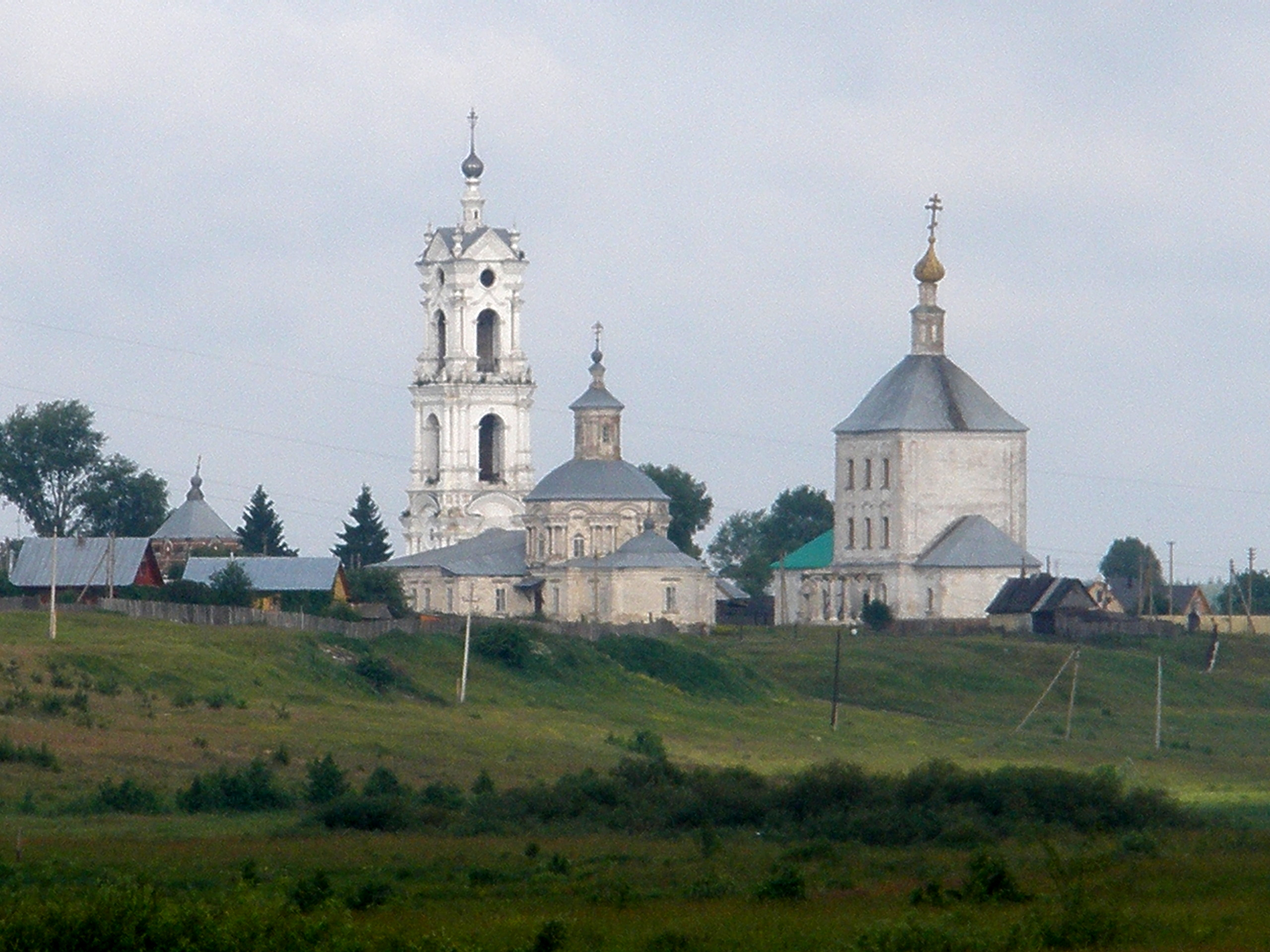
Вид на ансамбль от реки Гусь